# Walter May (Autor)
Walter May (* 19. Oktober 1937 in Zwickau; † 10. November 2024 in Dresden) war ein deutscher Architekturhistoriker. Er verfasste unter anderem Fachbücher und -artikel zur sächsischen Architekturgeschichte.

## Leben
May studierte Architektur an der TU Dresden, wo er am 4. Februar 1969 mit der Arbeit Schloß Nischwitz und die Architektur des sächsischen Rokoko promovierte. Die Gutachter seiner Arbeit waren Hans-Joachim Mrusek, Walter Hentschel und Hans Nadler. Nach Hentschels Tod 1970 vollendete May dessen Werk Johann Christoph Knöffel. Der Architekt des sächsischen Rokokos, das 1973 erschien.
May war als Nachfolger von Hans-Heinrich Richter von 1975 bis 1989 Leiter der Deutschen Fotothek in Dresden. Zugute kam ihm dabei, dass die Fotografie am Ende der 1970er-Jahre im kulturpolitischen Bewusstsein zunehmend als eigenständiges Medium betrachtet wurde und die Pflege des fotohistorischen Erbes zunehmend an Bedeutung gewann. Insofern war es naheliegend, dass die Fotothek Teil dieser Überlegungen wurde. Nach dem X. Parteitag der SED 1981, auf dem auch über den zukünftigen Umgang mit (gesellschafts-)historisch wertvollen Fotografien diskutiert wurde, zog man entsprechende Schlüsse für das weitere Vorgehen. Perspektivisch sollte ein Museum für Fotografie eingerichtet werden, das sich der „Pflege und Erschließung des humanistischen und proletarisch- revolutionären fotografischen Erbes, vor allem der Jahre nach 1945“ widmen sollte. Bis zu dessen Gründung sollte, als „Übergangslösung“, die Deutsche Fotothek die Aufgabe übernehmen und ihre Sammlung gemäß der staatlichen Entschließungen entwickeln. Hierin sah Walter May die Chance für eine zukunftsfähige Profilierung seiner Einrichtung. In einer Konzeption für die 1980er-Jahre ging er explizit auf die kulturpolitischen Forderungen ein, die anschlussfähig zum bisherigen Sammelauftrag der Deutschen Fotothek waren, die „als einzige wissenschaftliche Einrichtung der DDR [. . .] speziell für die Sammlung und Erschließung fotografischer Bilddokumente geschaffen worden ist“. Die Schärfung des Sammlungsprofils sollte in Zusammenarbeit mit den einschlägigen Kulturinstitutionen, vor allem mit der im Zuge der Debatte gegründeten Gesellschaft für Fotografie, erfolgen. Zum 1. Januar 1983 wurde die Fotothek an die Sächsischen Landesbibliothek angegliedert. Damit war eine deutliche Erhöhung des Erwerbungsetats verbunden, was zusammen mit der kulturpolitisch forcierten thematischen Profilierung zu einem Entwicklungsschub für die Fotothek führte. In der Amtszeit Walter Mays begann ein Wandel im Bestandsaufbau weg von einer rein motivorientierten Sammlung hin zu einem provenienzgeleiteten Ausbau des Bestands, der sich für Entstehungszusammenhänge, beteiligte Personen und historische Kontexte interessierte, ein Paradigmenwechsel, der sich in den nächsten zwei Jahrzehnten ausdifferenzieren sollte.
May war Mitglied des Vorstands des Dresdner Geschichtsvereins, der seit 1991 die Dresdner Hefte herausgibt. Er hielt zudem Vorträge und leitete Kurse an der Dresdner Volkshochschule.

## Veröffentlichungen (Auswahl)
- Schloß Nischwitz und die Architektur des sächsischen Rokoko. (= Dissertation TU Dresden, Sekt. Archit., 2 Bände) Dresden 1969, DNB 482453052
- zusammen mit Walter Hentschel: Johann Christoph Knöffel. Der Architekt des sächsischen Rokokos. (= Abhandlungen der Sächsischen Akademie der Wissenschaften zu Leipzig. Philologisch-Historische Klasse. 64, 1) Akademie-Verlag, Berlin 1973, ISSN 0080-5297
- Stadtkirchen in Sachsen-Anhalt. Evangelische Verlagsanstalt, Berlin 1979 (als Bearbeiter), OCLC 6200632.
- zusammen mit Hans Konrad und Werner Pampel: Bezirk Dresden. in: Architekturführer DDR. Verlag für Bauwesen, Berlin 1979, OCLC 8283284
- Führer durch die Abteilung Deutsche Fotothek.  Sächsische Landesbibliothek, Dresden 1985, DNB 871225352 (Digitalisat)
- Schloss Wackerbarths Ruhe. in: Grosse Baudenkmäler. Heft 503. (= Die Sächsische Weinstraße. [6]) Deutscher Kunstverlag, München/Berlin 1996, OCLC 164880012
- zusammen mit Stefan Hertzig und Henning Prinz: Der historische Neumarkt zu Dresden. Michel Sandstein, Dresden 2005, ISBN 3-937602-46-1